# Всенаправленное колесо

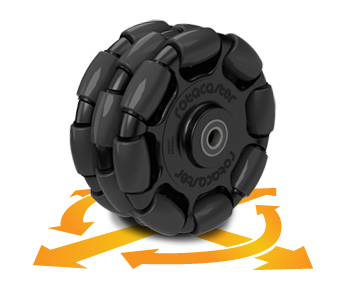
Всенаправленное колесо

Всенаправленное колесо или поликолесо, — колесо с небольшими дисками по окружности, перпендикулярными направлению вращения. Его особенность состоит в том, что колесо может приводиться в полную силу, но будет скользить в боковом направлении с большой легкостью. Эти колеса часто используются в системах голономных приводов.
Платформа с использованием трех всенаправленных колес в треугольной конфигурации, как правило, называется Kiwi Drive. Платформа Killough аналогична; названная так после работы Стивена Килау (Stephen Killough) с ненаправленными платформами в Национальной лаборатории Ок-Ридж. Разработка Killough 1994 года использовала пару колес, установленных в обоймах, под прямым углом друг к другу и, таким образом, достигается голономное движение без использования истинных всенаправленных колес.
Они часто используются в области интеллектуальных исследований роботов для небольших автономных роботов. В таких проектах, как VEX Robotics, RoboCup и FIRST Robotics, многие роботы используют эти колеса, чтобы иметь возможность двигаться во всех направлениях. Всенаправленные колеса также иногда используются в качестве ведущих колесиках для дифференциальных роботов привода, чтобы сделать поворот быстрее. Всенаправленные колеса часто используются для обеспечения движения по горизонтальной оси на трансмиссию, а также для движения вперед и назад. Как правило, это достигается с помощью H-диска.
Всенаправленные колеса в сочетании с обычными колесами обеспечивают интересные эксплуатационные свойства, такие как на шестиколесном транспортном средстве с использованием двух обычных колес на центральной оси и четыре всенаправленных колеса на передней и задней осями.

## История
Колесо было впервые запатентован в 1919 году J. Grabowiecki (Патент США 1305535, J. Grabowiecki, «Автомобиль колесо», выдан 1919-06-03).
Вариант колеса был запатентован Джозефом Ф. Блумричем в 1972 году (Патент США 3789947, Джозеф Ф. Блумрич, «Всенаправленное колесо», выдан 1974-02-05).
Блумрич утверждал, что конструкция описана в книге Иезекииля в качестве компонента космического корабля, созданного пришельцами, поэтому такое колесо иногда в шутку называют «колесом Иезекииля».